# لیئداکالا
لیئِداکّالا (به فنلاندی: Liedakkala) یک منطقهٔ مسکونی در فنلاند است که در کمینما واقع شده‌است.